# .bs
.bs là tên miền Internet quốc gia (ccTLD) dành cho quần đảo Bahamas. Nó được quản lý bởi the Đại học Bahamas.